# Cherie
Cherie  è un nome proprio di persona inglese femminile.

## Varianti
- Femminili: Cheri[1]
  - Diminutivi: Cherette[1]

## Origine e diffusione
Deriva dal termine francese chérie, che significa "caro" (nel senso di persona a cui si è affezionati).
Entrò nell'uso comune negli Stati Uniti poco dopo il nome Sherry, di cui potrebbe considerarsi una variante, ma non ha mai raggiunto un tale popolarità. Il nome Cheryl è derivato da Cherie.

## Onomastico
Si tratta di un nome adespota, in quanto non è portato da alcuna santa. L'onomastico si festeggia quindi il 1º novembre, in occasione di Ognissanti.

## Persone
- Cherie Blair, avvocato britannico

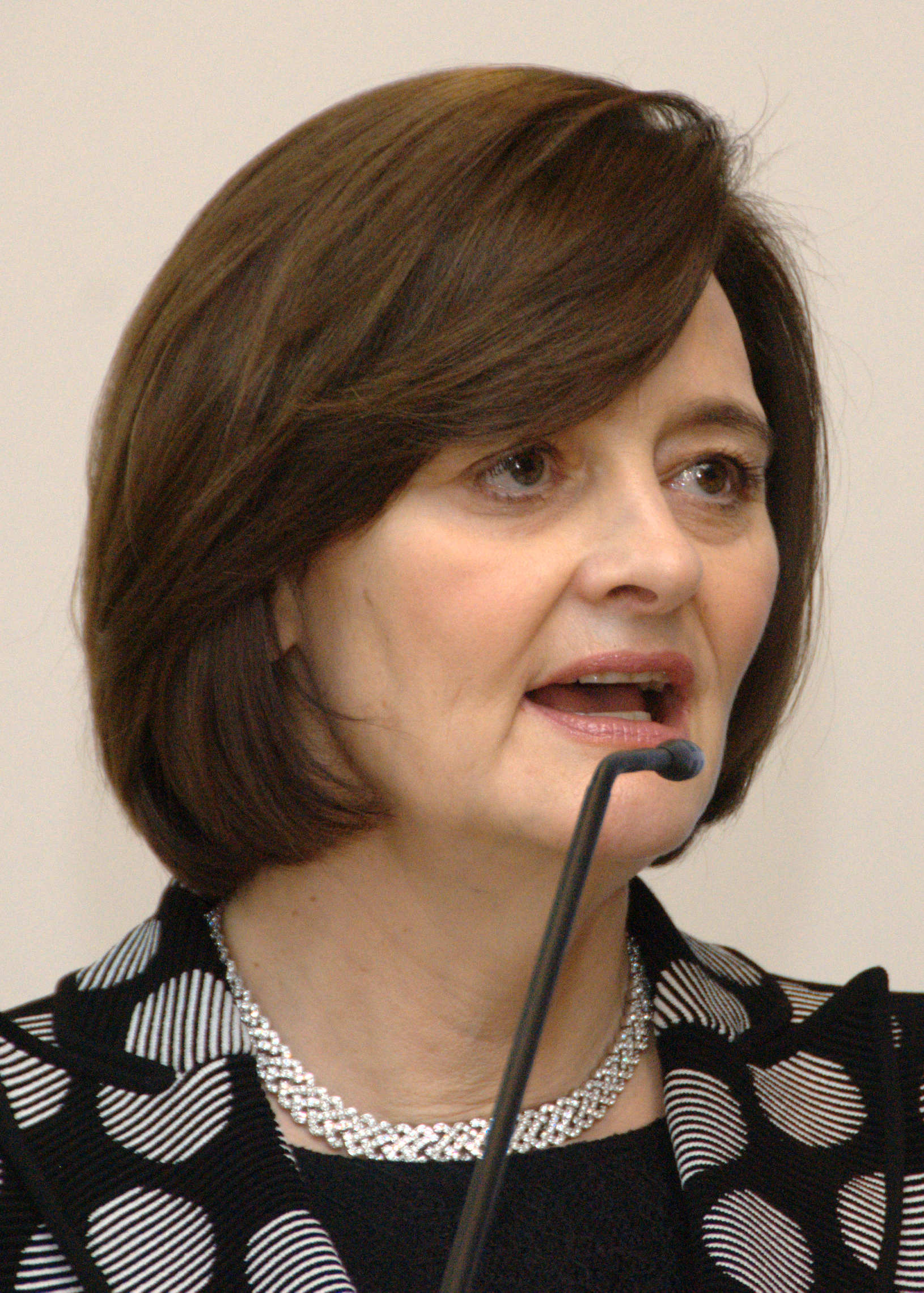
Cherie Blair

- Cherie Currie, cantante e attrice statunitense
- Cherie Lunghi, attrice britannica

### Variante Cheri
- Cheri Bustos, politica statunitense
- Cheri Oteri, attrice statunitense